# 헤밍웨이 & 겔혼
《헤밍웨이 & 겔혼》(영어: Hemingway & Gellhorn)은 미국에서 제작된 필립 코프먼 감독의 2012년 전기 드라마 텔레비전 영화이다. 니콜 키드먼, 클라이브 오언 등이 출연하였다.

## 출연
- 니콜 키드먼
- 클라이브 오언
- 데이비드 스트러세언
- 몰리 파커
- 파커 포지
- 호드리구 산토루
- 마크 펠러그리노
- 피터 카이오티
- 라르스 울리크
- 로버트 듀발
- 토니 셜루브
- 제프리 존스
- 산티아고 카브레라
- 다이앤 베이커
- 스티븐 위그
- 키오니 영
- 조앤 첸
- 이본 콜
- 브룩 애덤스
- 코니 닐센

## 기타 제작진
- 총괄 제작: 제임스 갠돌피니, 트리시 호프먼, 피터 코프먼, 바버라 터너
- 섭외: 빅토리아 토머스
- 미술: 제프리 커클런드
- 의상: 루스 마이어스